# 南極古冠企鵝
南極古冠企鵝（學名Palaeeudyptes antarcticus）是古冠企鵝屬下已滅絕的模式種。牠們是一巨大的企鵝，估計高達1.1-1.4米，是屬內最大的物種。牠們是最後出現的古冠企鵝屬，雖然確實時期不明，但相信是演化自馬普利斯古冠企鵝，或是與之是同一物種。
南極古冠企鵝是最先發現的化石企鵝。其化石是一個跗蹠骨，在新西蘭卡卡努伊（Kakanui）的Otekaike灰岩發現，可以追溯至漸新世晚期。另外在南極西摩爾島（Seymour Island）的La Meseta組也發現了一個屬於始新世晚期的骨頭，可能也是屬於南極古冠企鵝的。
除此之外，有大量的其他骨頭也被置於此物種中。這些化石在未確認其他大型企鵝前都毫無置疑地分類在此物種中，但隨著認識較多後，這些化石的分類有待進一步審查。其中一些化石的大小是介乎於南極古冠企鵝及馬普利斯古冠企鵝之間，所以有指這兩個物種其實是同一物種。